# Сет Гекко
Сет Гекко (англ. Seth Gecko) — персонаж фильма Роберта Родригеса «От заката до рассвета», одноимённого телесериала и видеоигры «From Dusk Till Dawn». В фильме его роль исполнил Джордж Клуни, а в сериале Ди Джей Котрона.

## Появления персонажа

### Оригинальный фильм
До начала событий оригинального фильма Сет сидел в тюрьме за убийство, после чего сбежал при помощи своего психически нестабильного младшего брата Ричи. Братья решают залечь на дно в мексиканском городе Эль-Рэй, но для этого им необходимо заполучить крупную сумму денег. Они грабят банк и берут одну из служащих банка в качестве заложника, по пути убив нескольких рейнджеров и полицейских. Когда Сет ненадолго оставляет своего брата наедине с заложницей, Ричи насилует и убивает женщину. Сет отчитывает брата, так как он обещал, что отпустит её. Спасаясь от преследования полицией, он и Ричи встречают Джейкоба Фуллера и его двоих детей, Кейт и Скотта. Сет решает использовать их для пересечения мексиканской границы. Спрятавшись в фургоне Фуллеров, братья и их заложники оказываются в Мексике. Они направляются в стриптиз-бар «Кручёные Титьки», где Сет должен встретиться с Карлосом, который за тридцать процентов награбленного отвезёт их в Эль-Рэй. Но Карлос не приходит, а стриптизёрши превращаются в вампиров и нападают на посетителей бара. Ричи превращается в вампира и Сету приходиться его убить. Также Сету удаётся застрелить королеву вампиров, Сантанико Пандемониум. После нескольких столкновений в живых остаются Сет и Кейт Фуллер. В конце фильма Карлос всё же приезжает и успевает спасти главных героев, уничтожив вампиров с помощью солнечного света. Сет всё же уезжает в Эль-Рэй на автомобиле Porsche Carrera, оставив Кейт фургон её отца и крупную сумму денег наличными.

### Фильм «Запёкшаяся кровь»
Братьев Гекко показывают по телевизору в программе, где рассказывается об ограблении банка.

### Видеоигра
События игры показывают, что Сет был схвачен мексиканской полицией и обвинён в преступлениях своего брата. Он был помещён в тюрьму «Rising Sun» (русск. Восходящее солнце) и ожидал смертной казни. Сама тюрьма расположена на большом корабле-танкере, который плавает около берегов Нового Орлеана. Однако вскоре танкер подвергся нападению вампиров, которые превратили в себе подобных охранников и заключённых. Сет, уже имея опыт борьбы с вампирами и побега из тюрьмы, выбирается из своей камеры и, завладев оружием, пробивает себе путь к выходу. В конце Сет и несколько выживших (в том числе и одна тюремщица) покидают «Rising Sun».

### Телесериал
По мотивам фильма 1996 года был снят телесериал «От заката до рассвета». События сериала немного отличаются от оригинального фильма, в частности, Сет не убивает Ричи и королеву вампиров. Во втором сезоне Сет объединяется с Кейт Фуллер, которая помогает ему в ограблениях. Позднее Сет становится охотником на вампиров.

## Внешний вид
Сет Гекко одет в чёрный пиджак и белую майку, так же были одеты главные герои другого фильма Тарантино, «Криминальное чтиво». На шее имеет татуировку в виде переплетающихся языков пламени. Такая татуировка стала очень популярна после выхода фильма. Оружием Сета является револьвер Astra Terminator.

## Награды
За роль Сета в оригинальном фильме Джордж Клуни в 1996 году получил премию «Сатурн» в номинации «Лучший актёр». Также он был отмечен Кинонаградой канала MTV за лучший прорыв года.